# Roger Bens
Roger Bens, né en 1958 à Paris, est un chanteur français. Il a représenté la France au Concours Eurovision de la chanson 1985.

## Biographie
Durant son enfance, il chante dans des chorales religieuses.
Le 25 mars 1984, le groupe Victoire, dont il fait partie, est candidat à la sélection nationale française pour l'Eurovision avec la chanson On n'est pas rock, on n'est pas jazz. Au terme de l'émission présentée par Jean-Pierre Foucault et Catherine Ceylac sur Antenne 2 le groupe se classe 6e sur 14, Annick Thoumazeau étant choisie par le public pour représenter la France au Concours Eurovision.
Le 31 mars 1985, Roger Bens est candidat de l'émission de la sélection française pour le Concours Eurovision de la chanson 1985, présentée par Patrice Laffont et Catherine Ceylac toujours sur Antenne 2. Il remporte la sélection face à 13 concurrents avec la chanson Femme dans ses rêves aussi, écrite et composée par Didier Pascalis.
Le 4 mai 1985, Roger Bens a donc représenté la France au 31e Concours Eurovision de la chanson à Göteborg en Suède avec la chanson Femme, dans ses rêves aussi. Il passe en sixième position sur les 19 participants sous la direction de Michel Bernholc. Au terme du vote final, il se classe 10e sur 19 avec 56 points.

## Discographie
- Femme, dans ses rêves aussi (Eurovision 1985)